# Carlyle Carlos dos Santos Junior
Carlyle Carlos dos Santos Junior, hay đơn giản Carlyle (sinh ngày 26 tháng 9 năm 1991 ở Rio de Janeiro), là một tiền vệ tấn công người Brasil. Hiện tại anh thi đấu cho CFZ de Brasília.

## Sự nghiệp

### Goiás, São Paulo và CFZ de Brasília
Carlyle thi đấu ở thành phố São Luís de Montes Belos, Goiás. Từ đó, anh đến São Paulo, chơi ở Campinas và ở Limoeiro. Và anh đến CFZ de Brasília thi đấu chuyên nghiệp.

### Đội trẻ Flamengo
Carlyle hào hứng sau khi tham gia Copa São Paulo de Juniores và nằm trong vụ chuyển nhượng giữa CFZ de Brasília và đội trẻ Flamengo.

### Flamengo
Anh được đẩy lên đội chính Flamengo đá giao hữu với Brasília ở thủ đô, và ghi được 1 bàn thắng.

### Thống kê sự nghiệp
(Correct as of ngày 28 tháng 12 năm 2010)
| Câu lạc bộ      | Mùa giải | State League | State League | Brasilian Série A | Brasilian Série A | Copa do Brasil | Copa do Brasil | Copa Libertadores | Copa Libertadores | Copa Sudamericana | Copa Sudamericana | Tổng    | Tổng      |
| Câu lạc bộ      | Mùa giải | Số trận      | Bàn thắng    | Số trận           | Bàn thắng         | Số trận        | Bàn thắng      | Số trận           | Bàn thắng         | Số trận           | Bàn thắng         | Số trận | Bàn thắng |
| --------------- | -------- | ------------ | ------------ | ----------------- | ----------------- | -------------- | -------------- | ----------------- | ----------------- | ----------------- | ----------------- | ------- | --------- |
| CFZ de Brasília | 2009     | -            | -            | -                 | -                 | -              | -              | -                 | -                 | -                 | -                 | 0       | 0         |
| Sorriso (mượn)  | 2009     | ?            | ?            | -                 | -                 | -              | -              | -                 | -                 | -                 | -                 | ?       | ?         |
| CFZ de Brasília | 2010     | ?            | ?            | -                 | -                 | -              | -              | -                 | -                 | -                 | -                 | ?       | ?         |
| Flamengo        | 2010     | 0            | 0            | -                 | -                 | -              | -              | -                 | -                 | -                 | -                 | 0       | 0         |
| Tổng'           | Tổng'    | 0            | 0            | -                 | -                 | -              | -              | -                 | -                 | -                 | -                 | 0       | 0         |

according to combined sources on the Flamengo official website and Flaestatística.

## Contract
- Flamengo.[4]